# Eleo (mitología)
Eleo (en griego antiguo: Ηλειος) es un personaje de la mitología griega, considerado el antepasado epónimo de los eleos. Es mencionado en dos fuentes.
Pausanias nos dice que los que vivían en los alrededores del Aqueloo recibieron su nombre de Etolo, hijo de Endimión, que huyó a esta parte del continente. Pero obtuvo el poder sobre los epeos Eleo, que era hijo de Eurícida, hija de Endimión, y — créalo quien quiera—  Poseidón. Los habitantes han recibido su nombre actual por Eleo en lugar del de epeos. Se dice que de Eleo era hijo Augías, aunque el autor no indica la consorte. Los que ensalzan su historia alteran el nombre de Eleo y dicen que Augías es hijo de Helio. Conón lo denomina como Elis (Ηλις) y llama a su madre como Eurípile, tan sólo variantes gráficas.
Nótese que los etnónimos «eleo» y «epeo», que muchas veces parecen indistinguibles en la mitografía, tenían sus héroes epónimos en Eleo y Epeo, respectivamente. 
| Predecesor: Etolo | Reyes míticos de Élide | Sucesor: Augías |